# آندرانیک مانوکیان
آندرانیک ینوکی مانوکیان (ارمنی: Անդրանիկ Ենոքի Մանուկյան؛ زادهٔ ۲۲ دسامبر ۱۹۵۴) یک اقتصاددان، دیپلمات و سیاستمدار اهل ارمنستان است که از تاریخ نوامبر ۲۰۰۱ تا تاریخ ۲۱ آوریل ۲۰۰۸ در کابینه سمت وزیر ترابری و ارتباطات ارمنستان را برعهده داشت. مانوکیان همچنین نماینده دوره‌های اول و دوم مجلس ملی جمهوری ارمنستان بوده‌است. وی از تاریخ ۲۶ آوریل ۲۰۱۰ سفیر ارمنستان در اوکراین می‌باشد.

## زندگی‌نامه
در ۲۲ دسامبر ۱۹۵۴ به دنیا آمد .